# Enarganthe octonaria
Enarganthe octonaria là một loài thực vật có hoa trong họ Phiên hạnh. Loài này được (L.Bolus) N.E.Br. mô tả khoa học đầu tiên năm 1930.